# Tiếng Khinalug
Khinalug (hay còn gọi là Khinalig, Khinalugi, Xinalug(h), Xinaliq hoặc Khinalugh) là một ngôn ngữ Đông Bắc Kavkaz được nói bởi khoảng 3,000 người tại Khinalug và Gülüstan, Quba trong miền núi Quba Rayon, miền Bắc Azerbaijan.
Khinalug là một ngôn ngữ bị đe dọa, và được sắp xếp vào thể loại bị đe dọa nặng theo Sách đỏ các ngôn ngữ bị đe dọa của UNESCO.